# Syzeton undatus
Syzeton undatus es una especie de coleóptero de la familia Aderidae.

## Distribución geográfica
Habita en Australia.